# 高村成寿
高村 成寿（たかむら なるひさ、1984年8月6日 - ）は、日本の男子プロバスケットボール選手である。栃木県矢板市出身。浜松大学（現常葉大学）卒業。ポジションはフォワード。194cm、96kg。背番号88。

## 人物・来歴
鹿沼東高校で3年次にインターハイ、ウィンターカップ出場。
その後、浜松大学を経て、2007年にJBL2の日立電線に入社。
2010年、同じJBL2のTGI D-RISEへ移籍。
2013年、レバンガ北海道に移籍。
2015-2016シーズンは、サイバーダインつくばロボッツと契約。
2016年オフ、熊本ヴォルターズに移籍。
2018年オフ、ファイティングイーグルス名古屋に移籍。2019-20シーズンはアシスタントコーチを兼任。
2020年オフ、ベルテックス静岡に移籍。アシスタントコーチ、アカデミー（VSA）トップコーチ、ユースチームヘッドコーチを兼任。
2021年オフ、現役引退、アシスタントコーチ辞任及びエバンジェリスト就任。

## 経歴
- 鹿沼東高校 - 浜松大学 - 日立電線（2017年〜2010年） - TGI D-RISE（2010年〜2013年） - レバンガ北海道（2013年〜2015年） - サイバーダインつくばロボッツ（2015年～2016年） - 熊本ヴォルターズ（2016年～2018年） - ファイティングイーグルス名古屋（2018年～2020年） - ベルテックス静岡

## 記録
| シーズン    | チーム | GP | GS | MPG  | FG%  | 3P%  | FT%  | RPG | APG | SPG | BPG | TO  | PPG |
| ----------- | ------ | -- | -- | ---- | ---- | ---- | ---- | --- | --- | --- | --- | --- | --- |
| NBL 2013-14 | 北海道 | 41 |    |      |      |      |      |     |     |     |     |     | 1.8 |
| NBL 2014-15 | 北海道 | 44 |    | 11.7 | .408 | .379 | .615 | 1.6 | 0.7 | 0.4 | 0.0 | 0.3 | 4.0 |
| NBL 2015-16 | つくば | 46 |    | 18.8 | .422 | .433 | .600 | 1.6 | 0.8 | 0.3 | 0.1 | 0.8 | 5.7 |
| B2 2016-17  | 熊本   |    |    |      |      |      |      |     |     |     |     |     |     |